# Messier 98
A Messier 98 (más néven M98, vagy NGC 4192) egy éléről látszó spirálgalaxis a Coma Berenices (Bereniké haja) csillagképben.

## Felfedezése
Az M98 galaxist Pierre Méchain fedezte fel 1781. március 15-én. Charles Messier 1781. április 13-án katalogizálta.

## Tudományos adatok
Az M98 a Virgo-halmaz tagja. 142 km/s sebességgel közeledik felénk.

## Megfigyelési lehetőség
Kisebb távcsövekkel az egyik legnehezebben megfigyelhető Messier-objektum.